# No Sanctuary
«No hay Santuario» —título original en inglés: «No Sanctuary»— es el primer episodio de la quinta temporada de la serie de televisión The Walking Dead. Fue estrenado el 12 de octubre de 2014. Fue dirigido por Greg Nicotero y el guion estuvo a cargo de Scott M. Gimple. Se estrenó el 13 de octubre de 2014 por la cadena Fox en España e Hispanoamérica. En el episodio, Rick Grimes (Andrew Lincoln) y su grupo luchan para encontrar una manera de escapar de Terminus, cuyos habitantes han recurrido al canibalismo en humanos para sobrevivir. Al mismo tiempo, Carol Peletier (Melissa McBride) elabora un plan para rescatar al grupo de Rick después de enterarse de que están en peligro.
El episodio contó con varias estrellas invitadas recurrentes, incluyendo a Lennie James, quien hace una breve aparición de créditos post-créditos sin créditos como Morgan Jones, en su tercera aparición general en el programa. Este episodio fue elogiado críticamente; La mayoría aplaudió su acción, progresión de la historia, aspecto emocional y el regreso de Morgan, aunque varios espectadores se sintieron perturbados por la naturaleza gráfica del episodio. Tras la transmisión, el episodio alcanzó altas calificaciones de la serie, con 17,29 millones de espectadores; el episodio también obtuvo una clasificación de edad entre 18 y 49 años de 8,7. El programa alcanzó sus puntuaciones anteriores de la serie alta durante el estreno de la cuarta temporada, "30 Days Without An Accident", que obtuvo 16.11 millones de espectadores. A su vez este episodio marca las salidas de Denise Crosby quien interpretó a Mary desde el penúltimo episodio de la temporada anterior, ya que su personaje es asesinado por Carol Peletier (Melissa McBride) y Tate Ellington (Alex) quien aparece solamente en los flashbacks de este episodio, ya que su personaje fue asesinado en el final de la temporada anterior.

## Trama
En flashbacks separados al principio y al final del episodio, Gareth (Andrew J. West), su hermano Alex (Tate Ellington), y su madre Mary (Denise Crosby), entre otros residentes de Terminus en el patio del tren, están siendo retenidos por desconocidos merodeadores, y lamentando que hayan puesto señales de santuario llevándolos a los merodeadores a su lugar. Mientras presencian a los merodeadores como violaban y mataban a sus amigos, Gareth afirma que deben convertirse en los carniceros y no en el ganado.
En el presente, Gareth ha capturado a la mayoría del grupo de Rick (Andrew Lincoln) en un vagón de tren en Terminus. Rick alienta al grupo a fabricar armas improvisadas a medida que relatan sus experiencias que llevaron a Terminus. De repente, los hombres de Gareth arrojan un bote de gas lacrimógeno adentro del vagón, derribando a la mayoría de ellos. Momentos después, Gareth tiene a Rick, Daryl (Norman Reedus), Glenn (Steven Yeun) y Bob (Lawrence Gilliard Jr.) asegurando que Terminus es un lugar lleno de caníbales, en la sala de carnicería Rick y los demás se dan cuenta de que los residentes de Terminus han recurrido al canibalismo para sobrevivir. Los caníbales matan otros tres cautivos aporreandoles un bate de béisbol en la cabeza y rebanandoles la yugular para que puedan ser canibalizados por la gente de Terminus. Sam (Robin Lord Taylor) (un sobreviviente previamente encontrado por Rick) muere de esa misma manera, pero antes de asesinar a Glenn, Gareth interrumpe su muerte para discutir operaciones rutinarias y le pregunta a Rick por una bolsa de armas que le había visto llevar. Rick le comenta a Gareth con una de sus armas, lo va a matar este lo subestima y lo vuelve a enmarrocar, pero Bob trata de convencer a Gareth que no es necesario hacer esto, que hay una esperanza en uno del grupo, pero Gareth no accede a su petición.
En otra parte, Carol (Melissa McBride) y Tyreese (Chad L. Coleman), que cuidan a la pequeña hija de Rick, Judith, están siguiendo las pistas para Terminus pero esconderse de una manada de caminantes. Escuchan un fuego artificial cerca y siguen el ruido a una cabaña, habitada por Martin (Chris Coy), en contacto por radio con Terminus y usando el ruido para alejar al rebaño del patio del tren. Carol y Tyreese descubren que el grupo de Rick ha sido capturado adentro, y los dos dominan rápidamente a Martin y lo enmarrocan. Carol deja a Judith con Tyreese mientras ella va a ayudar a liberar al grupo. Mientras ella se va, un grupo de caminantes se amontona en el exterior de la cabaña. Martin comienza a hostigar a Tyreese y cuando Tyreese es distraído por los caminantes, Martin agarra a Judith y amenaza con matarla a menos que Tyreese salga al grupo andante, desarmado. Tyreese lo hace, pero se las arregla para sobrevivir y eliminar a los caminantes, luego se apresura dentro de la cabaña para matar a Martin, asegurando que Judith está ilesa.
Adentro de Terminus, se descubre que Rick tenía una arma improvisada escondida en su pierna, este logra arreglárselas para liberarse. Mientras, Carol se cubre con vísceras de caminante y se unta la piel con su sangre, para mezclarse con la manada y acercarse al patio del tren sin ser vista. Con disparos, ella enciende un tanque de propano cerca de la valla que explota, creando una brecha para que ingresen los caminantes. Mientras que varios terminianos son devorados por las hordas de Muertos vivos, Carol va asesinando a los vigilantes de Terminus y esto crea un pánico en todo el lugar, lo que permite a Rick y los demás dominar a sus captores y matarlos, salvando inmediatamente a Glenn y a sus amigos de una muerte segura. Liberan a los otros en el vagón y salen de Terminus. Carol, mientras tanto, descubre los suministros tomados del grupo de Rick y recupera algunos de ellos. Luego encuentra a Mary y trata de detenerla pero ambas pelean. Carol logra subyugarla y ella se niega a decirle dónde se encontraba el grupo de Rick. Cuando Carol tiene la sartén por el mango, Mary ruega por su vida, insistiendo en que una vez fueron buenas personas, pero Carol, disgustada con su canibalismo, le dispara a la pierna y permiten que los caminantes se la devoren.
Rick lleva al grupo a donde enterró su bolsa de armas, insistiendo en tomar represalias a pesar de las preocupaciones de los demás, pero pronto llega Carol. Después de una reunión llorosa, ella los lleva a la cabaña, y Rick y Carl están encantados de ver que Judith todavía está viva. Rick acepta renunciar a un ataque y decide seguir el consejo de Abraham (Michael Cudlitz) de dirigirse a Washington D. C. para entregar a Eugene (Josh McDermitt), que dice ser un miembro del Proyecto Genoma Humano, ya que el dice que tiene una solución para la cura contra la plaga caminante. Mientras el grupo recorre las pistas, Rick altera uno de los letreros de Terminus diciendo que "No Hay Santuario".
En una escena poscréditos, Morgan Jones (Lennie James), se sitúa viajando por las vías del tren, cruza el cartel y se aleja, en lugar de seguir una serie de árboles marcados con extrañas tallas.

## Doblaje
- Carl sufre un innecesario cambio de voz en esta temporada, debido a que es continuación de la cuarta temporada.

## Producción
Emily Kinney es la única del reparto principal en estar ausente, a pesar de estar acreditada en los créditos de apertura. El episodio marca la salida de los actores Denise Crosby como Mary y Robin Lord Taylor como Sam. También marca el regreso de Lennie James como Morgan Jones, luego de estar ausente por 20 episodios.
"No Sanctuary" fue escrita por el productor ejecutivo y el showrunner de la serie Scott M. Gimple, y dirigida por el productor ejecutivo y supervisor de efectos especiales Greg Nicotero. Se esperaba que Nicotero dirija tres episodios adicionales en la quinta temporada. "No Sanctuary" marcó el primer episodio que presentaba Michael Cudlitz como personaje principal quien repite su papel como el Sgto. Abraham Ford y Josh McDermitt, Christian Serratos,  Alanna Masterson y Andrew J. West como coprotagonistas de la serie; repiten sus papeles como El Dr. Eugene Porter, Rosita Espinosa, Tara Chambler, y Gareth, respectivamente, de la cuarta temporada. Varios miembros del elenco y el equipo advirtieron a la audiencia sobre el contenido gráfico del episodio. Antes del lanzamiento del episodio, se informó que algunas escenas habían sido cortadas de la transmisión oficial, por considerarlo demasiado inquietante. The scenes remaining in the episode have been met with comparable observations by the show's actors. Steven Yeun, who portrays Glenn Rhee, said: 
Las escenas restantes del episodio se han encontrado con observaciones comparables de los actores del programa. Steven Yeun, que interpreta a Glenn Rhee, dijo:  Recuerdo un par de escenas en las que miraba lo que sucedía en la escena y decía: '¿Qué efecto?' ¿Que estamos haciendo? ¿Cómo es esto legal? Es sólido y real, también; no es como la tortura o la sangre sin razón. Literalmente, eso es lo que sucedería y estamos tratando de mostrarlo. No funcionaría en la televisión en red, déjame decirte eso.
Lauren Cohan, que interpreta a Maggie Greene, hizo comentarios similares sobre el episodio, diciendo que algunas de las escenas eran "tan inquietantes", que no creía que lo hicieran en la televisión. El compositor de la serie, Bear McCreary,  tuiteó a padres de niños pequeños: "No dejen que los niños miren 'The Walking Dead' 'esta noche. O nunca más. Estoy hablando en serio", ya que es consciente de los fanáticos más jóvenes de la serie. A pesar de su advertencia, McCreary dijo que "No Sanctuary" fue su "episodio favorito en años y, [en mi opinión honesta], el puntaje más aterrador que he hecho alguna vez". Creador de la serie y productor ejecutivo Robert Kirkman declaró que la apertura del episodio presentaba a la audiencia la amenaza que enfrentan los personajes, aunque dijo: "[En realidad] agrega una gran cantidad de valor a la historia, y eso es lo que justifica estas grandes longitudes que vamos a, ya sabes, disgustar a la audiencia." Gimple dijo que había preocupación por la naturaleza gráfica del episodio, pero tanto él como la red finalmente sintió que era necesario para la trama del episodio, y que contenía significado dentro de la historia. También afirmó que los actos perturbadores de las personas en Terminus eran importantes transmitir el terror del "mal institucional", diciendo: Ver algo tan pronunciado, sangriento y horrible hecho por hombres que son completamente desapasionados al respecto, y que simplemente están teniendo otro día en la oficina, que esta es su versión del "tiempo para hacer las rosquillas". Creo que hay algo aterrador en esa violencia "institucional". "El mal institucional", creo, es lo más aterrador. Y a medida que avanzan en la línea, y vemos que no hay un interés personal en ello, creo que nos damos cuenta de que, bueno, estas no son personas a las que podamos hablar de esto. Realmente no tienen mucha emoción. Esto es casi como tratar con una máquina. Es muy, muy aterrador: estas personas ya no son realmente personas. Y creo que fue importante retratar eso muy temprano en la temporada.
"No Sanctuary" puede ser visto como una etapa de transición para Rick Grimes, quien aceptó su brutalidad mientras conservaba su humanidad, después de intentar vivir una vida pacífica en la cuarta temporada.  Andrew Lincoln, que interpreta a Rick, dijo: "hay algo en ensuciarse, sudar y ensuciar que se siente bien".[cita requerida] El episodio también contó con varias reuniones en el grupo - hermanos Sasha & Tyreese y la bebé Judith con Rick & Carl - que fueron organizados por Carol Peletier, que permitió los eventos que ayudaron al grupo a escapar de Terminus. Gimple notó que Rick no respondería positivamente al regreso de Carol si ella no fuera responsable de ayudarlos a escapar y reunirlo con su hija. También creía que las reuniones reforzaron las motivaciones de Rick en sus acciones: "para la supervivencia de sus hijos y el amor". "No Sanctuary" también muestra la aversión de Tyreese a la violencia y su renuencia a dar un paso adelante, a pesar de ser "casi el más poderoso" entre los personajes principales. Kirkman creía que su capacidad de volverse violento para sobrevivir, como matar a todos los caminantes fuera de la cabaña con sus propias manos, lo aterroriza, lo que podría ser visto como su debilidad; Kirkman declaró que esto se explorará durante la quinta temporada.
El episodio introdujo una estructura "Antes y ahora", que utiliza flashbacks que sujetan el episodio; los flashbacks se usaron en temporadas anteriores de la serie de televisión, y se usaron escasamente en las novelas gráficas basadas en los libros de historietas. Aunque Gimple declaró que esta característica no se vería durante toda la temporada, dijo, "Definitivamente jugamos con el tiempo esta temporada. Y saltaremos un poco, pero creo que este es nuestro único Antes y Ahora". Kirkman notó que la audiencia "[sabe] mucho más sobre Gareth y todas esas personas debido a esas dos escenas menores".[cita requerida] Gimple conocía la historia de fondo de Terminus mientras los personajes viajaban allí en la temporada anterior, y declaró que se hace eco de lo que sucede junto al grupo de Rick. Los escritores querían divulgar y formular la "historia completa" de Terminus que afecta a los personajes de la mostrar; relató las historias de todos en su universo a "caminar" en el Fantasma de las Navidades futuras y el Fantasma de las Navidades Pasadas.

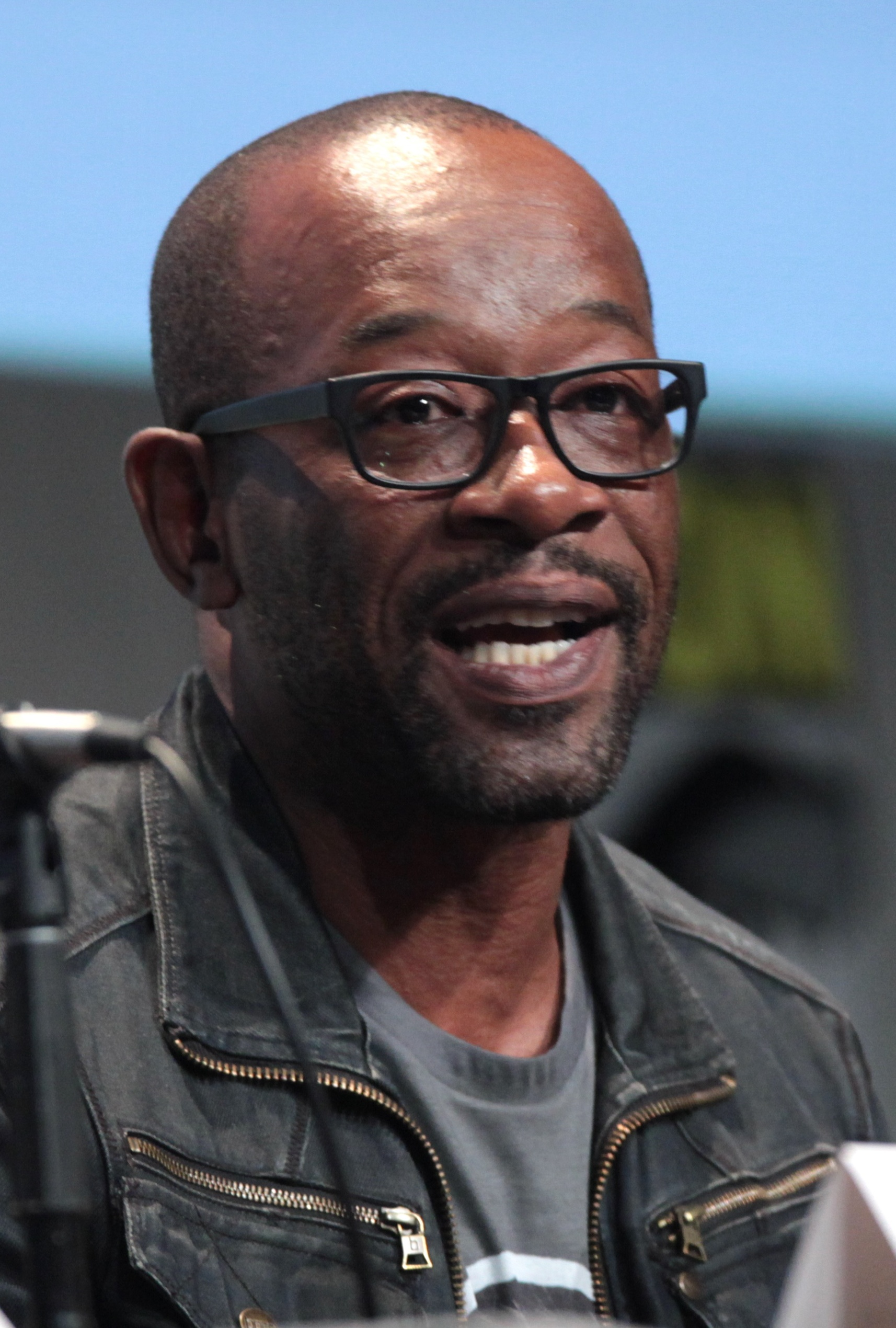
El episodio presentó a Lennie James (en la imagen) en tercera aparición como Morgan Jones en la serie de televisión.

El episodio presentó el regreso de Lennie James como Morgan Jones en un breve cameo de créditos post-créditos sin acreditar. Marcó su tercera aparición en el programa, después del episodio piloto, "Days Gone Bye", y el episodio de la temporada tres "Clear". Gimple explicó en una entrevista con The Hollywood Reporter que la aparición de Morgan fue el "comienzo de algo" para el personaje, pero no quiso decir más; en cambio, dijo: "Mirándolo, cómo está vestido, cómo está actuando -no es un episodio de 42 minutos allí- pero obtienes algunas pistas sobre dónde está él. Lo miraría cuidadosamente". En una entrevista con  
Entertainment Weekly, también notó que Morgan estaba "definitivamente vestido mejor que la última vez que lo vimos. Se ve bastante bien armado. Ya sabes, él no está hablando consigo mismo. Diría eso, solo poniendo los ojos en él, parece un Morgan diferente. Kirkman stated that Morgan was possibly following Rick's trail, as Rick left him a map in "Clear". Kirkman dijo que Morgan posiblemente seguiría El rastro de Rick, cuando Rick le dejó un mapa en "Claro".[cita requerida] También dijo que la escena de los post-créditos se utilizó no solo para sorprender a la audiencia, sino también para "secuestrar" la historia de este episodio ... en su propia pieza contigua".
"No Sanctuary" presentó varios homenajes a varias películas de terror. La escena de apertura del episodio involucró a los personajes principales Rick Grimes, Daryl Dixon, Glenn Rhee y Bob Stookey en un matadero y se alinearon sobre un abrevadero con otros cautivos de Terminus, quienes son violentamente golpeados en la cabeza con bates de béisbol. sus gargantas son cortadas para drenar su sangre. Nicotero dijo durante una entrevista en la exhibición posterior  Talking Dead  que la escena fue inspirada por la película   Alien  (1979), particularmente la escena "chestburster".
El Director Ridley Scott tenían tubos de sangre conectados y nadie sabía lo que iba a suceder ... Cuando rodaron seis cámaras y Veronica Cartwright recibió toda la sangre, todas esas reacciones fueron real", dijo Nicotero, quien también optó por usar efectos prácticos en la filmación y mantuvo la verdadera naturaleza de la escena oculta de los actores.
Otra escena involucró al grupo de Rick escapándose del matadero y pasando por varias cajas, una de las cuales decía: "Arctic Expedition Horlicks University, Attn: Julia Carpenter". Nicotero, que generalmente inserta varios  Huevos de Pascua en los episodios que dirige, agregó esto como un homenaje a la película  Creepshow  (1982) y su director, George A. Romero, que trabajó con Nicotero en Day of the Dead (1985).
Algunos fanáticos inicialmente pensaron que un caminante que Carol mató al principio del episodio era un zombi  Andrea, un personaje importante que fue asesinado en la  final de la tercera temporada. Sin embargo, Laurie Holden (que interpretó a Andrea) lo desmintió, al igual que Nicotero, que consideró que no habría sido una conclusión adecuada para Andrea y explicó que el caminante fue retratado por la esposa del director de fotografía, Michael Satrazemis.
arios admiradores también creyeron que el enajenado hombre liberado por Glenn y fue asesinado rápidamente, era Negan, un antagonista relevante de las  novelas gráficas, aunque esto también fue refutado por Gimple, quien notó que Negan no tiene una cola de caballo, y Nicotero dijo:
"Es uno de los tipos que se hizo cargo de Terminus ... Al final, cuando regresan al vagón del tren y los ves, es el mismo tipo. Cuando dicen, "O eres el ganado o el carnicero", dice Mary, "Pusimos los letreros porque queríamos salvar este lugar y queremos que sea un santuario y luego se lo llevaron". Estar dispuestos a aceptar a la gente, fue el error más grande que cometieron y los convirtió. Es un gran tema en el programa porque muestra cómo puedes comenzar como una buena persona y con unos pocos giros del interruptor, no seas una persona tan buena".
En la misma entrevista, Gimple declaró que la historia del hombre enloquecido podría ser explorada, incluida la posibilidad de que el grupo del hombre formara parte de un grupo más grande, aunque Nicotero agregó: "Es un mundo grande. Hay otros, pero tendrás que esperar y ver".

1. 
2. 
3. 
4. 
5. 
6. 
7. 
8. 
9. 
10. 
11. 
12. 
13. 
14. 
15. 
16. 
17. 
18. 
19. 
20. 
21. 
22. 
23. 
24. 
25. 
26. 
27. 
28. 
29. 
30. 
31. 
32. 
33. 
34. 
35. 
36. 

- "No Sanctuary" en AMC
- Lista de episodios de No Sanctuary  en Internet Movie Database (en inglés)